# Diospyros sprucei
Diospyros sprucei är en tvåhjärtbladig växtart som beskrevs av William Philip Hiern. Diospyros sprucei ingår i släktet Diospyros och familjen Ebenaceae. Inga underarter finns listade i Catalogue of Life.